# Takahiro Sasaki (Politiker)

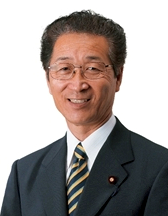
Takahiro Sasaki (2012)

Takahiro Sasaki (jap. 佐々木 隆博, Sasaki Takahiro; * 10. März 1949 in Shibetsu, Hokkaidō) ist ein japanischer Politiker (SPJ→SDP→DPJ→DFP→KDP), ehemaliger Abgeordneter im Shūgiin, dem Unterhaus des nationalen Parlaments, für den Wahlkreis Hokkaidō 6 und ehemaliger Vizeminister im Ministerium für Landwirtschaft, Forsten und Fischerei.

## Leben
Sasaki wurde am 10. März 1949 in Shibetsu in Hokkaidō geboren. Nach dem Abschluss der Oberschule war er als Landwirt tätig und beteiligte sich ab 1971 an landwirtschaftlichen Interessenvertretungen. 1987 wurde er als Kandidat der Sozialistischen Partei Japans (SPJ) ins Präfekturparlament von Hokkaidō gewählt und bekleidete dieses Mandat nach vier Wiederwahlen bis 2005. 1996 trat er aus der Sozialdemokratischen Partei, dem Nachfolger SPJ, aus und schloss sich der Demokratischen Partei (DPJ) an.
Bei der Unterhauswahl 2005 trat er als DPJ-Kandidat im Wahlkreis Hokkaidō 6 gegen den LDP-Kandidaten Eikō Kaneta und einen Kommunisten an und zog mit 46,7 % der Stimmen (Kaneta 45,8 %) ins Unterhaus ein. Bei der Wahl 2009 wurde er wiedergewählt und im Kabinett Hatoyama zum „parlamentarischen Staatssekretär“ im Ministerium für Landwirtschaft, Forsten und Fischerei ernannt; dieses Amt übte er auch im Kabinett Kan aus. 2012 wurde er als Vizeminister des Landwirtschaftsministeriums ins zum zweiten Mal und zum dritten Mal umgebildete Kabinett Noda berufen. Bei der Unterhauswahl im Dezember 2012 unterlag er deutlich dem LDP-Kandidaten Hiroshi Imazu (Sasaki 28,9 %; Imazu 42,9 %) und schied aus dem Parlament aus.
Seine Rückkehr ins Unterhaus folgte bei der Wahl 2014 (Sasaki 45,3 %; Imazu 44,0 %). Im Oktober 2017 verließ er die Demokratische Fortschrittspartei, die Nachfolgepartei der DPJ, und trat bei der Wahl 2017 als Kandidat der kurz zuvor von Yukio Edano gegründeten Konstitutionell-Demokratischen Partei (KDP) an. Dort wurde er zum stellvertretenden Parteivorsitzenden und zum Vorsitzenden des KDP-Präfekturverbandes Hokkaidō ernannt und konnte anschließend seinen Wahlkreis verteidigen (Sasaki 54,4 %; Imazu 45,5 %). Im November 2018 übernahm er zusätzlich den Vorsitz des Präfekturverbandes Shizuoka und trat im August 2019 nach der Niederlage des Oppositionskandidaten Tomohiro Ishikawa bei der Gouverneurswahl in Hokkaidō im April 2019 nicht für eine weitere Amtszeit als Vorsitzender des Präfekturverbandes an. Sein Nachfolger wurde Seiji Ōsaka.
Zur Shūgiin-Wahl 2021 trat Sasaki nicht mehr an. Den Wahlkreis Hokkaidō 6 gewann für die LDP der ehemalige Präfekturparlamentsabgeordnete Kuniyoshi Azuma.